# Asplenium harrisii
Asplenium harrisii là một loài thực vật có mạch trong họ Aspleniaceae. Loài này được Jenman miêu tả khoa học đầu tiên năm 1895.